# Shower (giocoleria)

Animazione del trick

Nella giocoleria, la doccia (in inglese shower) è un trick per 3 o più oggetti, generalmente palline da giocoleria, nel quale gli oggetti vengono lanciati in moto circolare. In genere il movimento viene effettuato in senso orario ma è possibile anche effettuarlo in senso antiorario. Le palline vengono lanciate dalla mano destra verso la sinistra descrivendo un arco e dalla mano sinistra alla destra utilizzando un lancio orizzontale teso chiamato "box". Come mostrato nell'immagine a destra nella versione base con l'utilizzo di 3 palline.
Ci sono 2 modi per cominciare questo trick: modo sincronizzato, dove entrambe le mani iniziano lanciando contemporaneamente e asincrono dove la mano sinistra aspetta che la palla lanciata dalla mano destra sia quasi arrivata per lanciare. Questo secondo metodo è più complicato perché è necessaria una maggior velocità, una maggior prontezza ed una maggiore precisione.